# Царева Поляна
Ца́рева Поля́на (болг. Царева поляна) — село в Хасковській області Болгарії. Входить до складу общини Стамболово.

## Населення
За даними перепису населення 2011 року у селі проживали 354 особи.
Національний склад населення села:
| Національність   | Кількість осіб | Відсоток |
| ---------------- | -------------- | -------- |
| болгари          | 227            | 66,8%    |
| турки            | 71             | 20,9%    |
| цигани           | 42             | 12,4%    |
| інша             | 0              | 0%       |
| не визначились   | 0              | 0%       |
| Всього відповіли | 340            |          |

Розподіл населення за віком у 2011 році:
Динаміка населення: